# Наголоватки Ледебура
{{#ifeq:0|0|{{#if:|{{#if:Jurinealedebourii|[[]}}|}}}}
Наголоватки Ледебура, юринея Ледебура (Jurinea ledebourii) — вид рослин роду наголоватки.

## Ботанічний опис
Багаторічна рослина висотою 30–75 см.
Листки зверху зелені, з розсіяними довгими тонкими волосками, шорсткі від гоструватих епідермальних сосочків, знизу сіруваті від повстяного запушення, прикореневі та нижні стеблові листки розсічені на довгасто-лінійні частки, черешкові.
Суцвіття — поодинокі кошики, у діаметрі до 30–35 мм, обгортки з рідким павутинистим запушенням або майже голі, з притиснутими загостреними листочками. Віночок пурпуровий.
Плоди — сім'янки, темно-коричневі, бугорчато-ямчасті, довжиною 4–4,5 мм, шириною 2,5–3,5 мм.
Цвіте у червні. Насіння зав'язуються не кожного року.

## Поширення в Україні
Вид зустрічається у східному Криму. Росте на кам'янистих та степових схилах.